# Leon (biskup Katanii)
Leo(n) z Katanii, zwany Thaumaturgos, znany również pod imieniem Lew, cs. Swiatitiel Lew, jepiskop Katanskij (ur. w Rawennie, zm. ok. 785 w Katanii na Sycylii) -  piętnasty biskup Katanii, święty Kościoła katolickiego i prawosławnego.

## Życie
Urodził się w VIII wieku w Italii w bogatej i znanej rodzinie. Interesował się życiem mniszym, złożył śluby zakonne i został wyświęcony najpierw na hierodiakona, a później na hieromnicha. Gdy na Sycylii zmarł miejscowy biskup, wybrano go na jego miejsce. Zamieszkał u stóp wulkanu Etna w Katanii.
Hierarcha był człowiekiem wyjątkowo dobrodusznym i miłościwym. Troszczył się o sieroty, wdowy i ubogich, będąc ich prawdziwym ojcem. Był też wyjątkowo gorliwy w modlitwie. Za świętość swego życia Bóg obdarzył go darem uzdrawiania chorych i wyganiania złych mocy.
Spośród wszystkich cudów uczynionych przez Leona najbardziej znany jest przypadek ukarania pewnego wróżbity. Człowiek ów, imieniem Heliodor, był synem chrześcijanina. Jednak pewien Żyd nauczył go sztuki magii, którą ten wykorzystywał w niecny sposób. Hierarcha próbował ratować jego duszę, nawoływał do skruchy, lecz mag pozostawał nieugięty. Pewnego razu, podczas odprawiania mszy do świątyni wszedł Heliodor i tak wpłynął na zebranych, że ci zaczęli się dziwnie zachowywać: tupali nogami, śmiali się, krzyczeli. Nie obawiając się złych mocy, biskup odszedł od ołtarza, narzucił na przybyłego omoforion i wyprowadził go na zewnątrz. Tam polecił rozpalić ogień i przytrzymywał wróżbitę, tak długo aż zupełnie nie spłonął. Hierarcha ani jego szaty zostały przy tym zupełnie nietknięte przez ogień.
Św. Leon zmarł w podeszłym wieku śmiercią naturalną. Jego ciało zostało złożone w świątyni św. Łucji zbudowanej rękoma samego Leona, a następnie przeniesiono je do świątyni św. Marcina z Tours.

## Kult
Kult świętego biskupa koncentruje się na śródziemnomorskim obszarze kulturowym.
Dzień obchodów
Jego wspomnienie liturgiczne w Kościele katolickim obchodzone jest 20 lutego za  Martyrologium Rzymskim, które tak wspomina świętego:

W Katanii w Sycylii uroczystość św. Leona, Biskupa, odznaczającego się cnotliwym życiem i cudowną działalnością.

W Katanii wspomnienie ma rangę uroczystości.
W Kościele prawosławnym, z uwagi na liturgię według kalendarza juliańskiego wspomnienie obchodzone jest 20 lutego/5 marca, tj. 5 marca (w roku przestępnym 4 marca) według kalendarza gregoriańskiego.
Ikonografia
Na ikonach święty przedstawiany jest jako sędziwy mężczyzna z długą, siwą brodą, odziany jest w liturgiczne biskupie szaty. Prawą dłonią błogosławi, w lewej trzyma Ewangelię.